# Eileen Heckart
Anna Eileen Heckart (* 29. März 1919 in Columbus, Ohio; † 31. Dezember 2001 in Norwalk, Connecticut) war eine US-amerikanische Schauspielerin, die in ihrer Karriere in über 100 Fernseh- und Filmrollen zu sehen war. Für ihren Auftritt in Schmetterlinge sind frei wurde sie mit dem Oscar als Beste Nebendarstellerin ausgezeichnet.

## Karriere
Eileen Heckart gewann 1973 den Oscar als beste Nebendarstellerin für ihre Rolle in Schmetterlinge sind frei, nachdem sie 1957 für Böse Saat schon eine Nominierung erreicht hatte und einen Golden Globe gewann. Nach drei Nominierungen für den Tony Award erhielt sie diese Auszeichnung im Jahr 2000 Lebenswerk (Tony Honors for Excellence in Theatre).
Sie war ab 1944 mit John Harrison Yankee Jr. († 1997) verheiratet und hatte drei Söhne. Heckart starb an Silvester 2001 im Alter von 82 Jahren an den Folgen einer Krebserkrankung.

## Filmografie (Auswahl)
- 1949–1952: Suspense (Fernsehserie, 8 Folgen)
- 1949–1955: The Philco Television Playhouse (Fernsehserie, 6 Folgen)
- 1953: The Trip to Bountiful (Fernsehfilm)
- 1956: Miracle in the Rain
- 1956: Die Hölle ist in mir (Somebody Up There Likes Me)
- 1956: Bus Stop
- 1956: Böse Saat (The Bad Seed)
- 1958: Hitzewelle (Hot Spell)
- 1960: Die Dame und der Killer (Heller in Pink Tights)
- 1961: Alfred Hitchcock präsentiert (Alfred Hitchcock Presents, Fernsehserie, Folge 6x26)
- 1962/1963: Gnadenlose Stadt (Naked City, Fernsehserie, 2 Folgen)
- 1964: Preston & Preston (The Defenders, Fernsehserie, Folge 3x18)
- 1964–1967: Auf der Flucht (The Fugitive, Fernsehserie, 3 Folgen)
- 1965, 1969: Rauchende Colts (Gunsmoke, Fernsehserie, 2 Folgen)
- 1967: Gegen den Strom die Treppe hinauf (Up the Down Staircase)
- 1968: Bizarre Morde (No Way to Treat a Lady)
- 1972: Schmetterlinge sind frei (Butterflies Are Free)
- 1972: Die Straßen von San Francisco (The Streets of San Francisco, Fernsehserie, Folge 1x01)
- 1974: Barnaby Jones (Fernsehserie, Folge 2x21)
- 1974: Zandys Braut (Zandy’s Bride)
- 1975: Die Zuflucht (The Hiding Place)
- 1975: Hawaii Fünf-Null (Hawaii Five-O, Fernsehserie, Folge 8x12)
- 1975–1976: Mary Tyler Moore (The Mary Tyler Moore Show, Fernsehserie, 3 Folgen)
- 1976: Landhaus der toten Seelen (Burnt Offerings)
- 1976: Die Zwei mit dem Dreh (Switch, Fernsehserie, Folge 2x06)
- 1979: Unsere kleine Farm (Little House on the Prairie, Fernsehserie, Folge 5x17)
- 1979: Weißes Haus, Hintereingang (Backstairs at the White House, Miniserie, Folge 1x03)
- 1979: Out of the Blue (Fernsehserie, 10 Folgen)
- 1980: Lou Grant (Fernsehserie, Folge 4x03)
- 1981/1984: Trapper John, M.D. (Fernsehserie, 2 Folgen)
- 1983: Trauma Center (Fernsehserie, 13 Folgen)
- 1984: Caulfields Witwen – Ein Duo mit Charme (Partners in Crime, Fernsehserie, 11 Folgen)
- 1985: Ein Engel auf Erden (Highway to Heaven, Fernsehserie, Folge 1x22)
- 1986: Heartbreak Ridge
- 1987: Die Bill Cosby Show (The Cosby Show, Fernsehserie, Folge 4x07)
- 1988–1989: Annie McGuire (Fernsehserie, 10 Folgen)
- 1994–1995: The Five Mrs. Buchanans (Fernsehserie, 17 Folgen)
- 1996: Der Club der Teufelinnen (The First Wives Club)
- 1996: Murder One (Fernsehserie, 6 Folgen)
- 1996–1998: Cybill (Fernsehserie, 3 Folgen)
- 1997: Ellen (Fernsehserie, Folge 4x19 Lügengeschichten)
- 1997: Hör mal, wer da hämmert (Home Improvement, Fernsehserie, Folge 7x08)